# 전무송
전무송(全茂松, 1941년 9월 28일 ~ )은 대한민국의 배우이다.
본관은 천안이며 호(號)는 다정(茶亭)이다. 
- 연극 동기 박웅과 이호재와 동기다.
- 1964년에 연극 배우로 첫 데뷔하였다.
- 그의 딸과 아들, 사위, 며느리가 모두 연극인으로 활동하고 있다.

## 학력
- 인천중학교 졸업
- 인천공업고등학교 1958년 3월 만 17세 입학 ~ 1961년 2월 만 20세 졸업
- 서울연극학교 졸업

## 출연작

### TV 드라마
- 1981년 MBC 대하드라마 《제1공화국》 ... 춘원 이광수 역
- 1981년 KBS1 TV 20주년 특집극 《코리아 환상곡》
- 1982년 KBS1 8.15 특집드라마 《그 여름의 이틀》 ... 엔도 류사쿠 역
- 1983년 KBS1 대하드라마 《개국》 ... 목은 이색 역
- 1984년 MBC 대하드라마 《조선왕조 오백년 - 설중매》 ... 한확 역
- 1984년 MBC 3.1절 특집극 《조선총독부》 ... 춘원 이광수
- 1984년 MBC 한국인 재발견 시리즈 제5화 《추사 김정희》 ... 이상적 역
- 1986년 KBS1 미니시리즈 《원효대사》 ... 원효 역
- 1987년 KBS2 주간드라마 《큰형수》
- 1987년 KBS1 특집드라마 《땅에서도 이루어지소서》
- 1988년 KBS2 주말연속극 《순심이》
- 1989년 KBS2 미니시리즈 《왕룽일가》 ... 황일천 역
- 1989년 KBS1 특별기획 《지리산》
- 1989년 MBC 8.15 특집극 《님》
- 1990년 KBS2 미니시리즈 《빙점》
- 1990년 KBS2 방송의날 특집드라마 《안개를 찾아서》
- 1990년 KBS2 미니시리즈 《지구인》
- 1990년 KBS1 추석특집드라마 《몽기미 풍경》
- 1992년 KBS1 단막극 《92 드라마 극본 공모 입상작 - 어떤 날의 시작》
- 1994년 KBS2 미니시리즈 《폴리스》 ... 전직 민완 수사관 오혜성 경감의 아버지 역
- 1994년 MBC 미니시리즈 《아담의 도시》
- 1995년 SBS 아침드라마 《그대 목소리》 ... 정훈 역
- 1996년 KBS2 미니시리즈 《컬러》〈회색〉 ... 최명진 역
- 1996년 KBS2 미니시리즈 《신고합니다》 ... 제 6보병사단장 차형오 장군 역
- 1996년 SBS 대하드라마 《임꺽정》 ... 서림 역
- 1998년 KBS2 미니시리즈 《진달래꽃 필 때까지》
- 1998년 KBS1 대하드라마 《왕과 비》 ... 조선 문종 역
- 1999년 MBC 미니시리즈 《국희》 ... 장태화 역
- 1999년 SBS 미니시리즈 《퀸》 ... 장미 부 역
- 2000년 KBS2 미니시리즈 《성난 얼굴로 돌아보라》 ... 경찰서장 역
- 2000년 KBS1 대하드라마 《태조 왕건》 ... 최승우 역
- 2002년 KBS2 일일시트콤 《동물원 사람들》 ... 고대식 역
- 2002년 SBS 대하드라마 《야인시대》 ... 사이토 총독 역
- 2003년 KBS1 대하드라마 《무인시대》 ... 두두을 역
- 2004년 MBC 일요아침드라마 《물꽃마을 사람들》 ... 유준태 역
- 2007년 KBS2 4부작드라마 《우리를 행복하게 하는 몇 가지 질문》
- 2008년 SBS 미니시리즈 《비천무》 ... 목소리 출연
- 2009년 KBS1 대하드라마 《천추태후》 ... 이지백 역
- 2009년 SBS 일일연속극 《두 아내》 ... 영희 부, 윤장수 역
- 2009년 TvN 주간시트콤 《세 남자》 ... 특별출연
- 2009년 KBS2 미니시리즈 《공주가 돌아왔다》 ... 강 회장 역
- 2010년 SBS 창사특집극 《초혼》 ... 황 노인 역
- 2011년 OCN 금요드라마 《신의 퀴즈 2》 ... 특별출연
- 2011년 KBS2 미니시리즈 《브레인》 ... 의신대학병원 신경외과 교수 김신우 역
- 2011년 JTBC 대하드라마 《인수대비》 ... 조선 세종 역
- 2011년 KBS2 단막극 《HD TV문학관 - 엄지네》 ... 김 진사 역
- 2012년 KBS2 주간드라마 《부부클리닉 사랑과 전쟁》 ... 가사조정 위원장 역
- 2012년 SBS 미니시리즈 《드라마의 제왕》 ... 와타나베 회장 역
- 2013년 KBS1 일일연속극 《지성이면 감천》 ... 한기석 역
- 2015년 MBC 대하드라마 《화정》 ... 격암(格庵) 남사고 역
- 2018년 MBC 주말특별기획 《데릴남편 오작두》 ... 오금복 역
- 2018년 OCN 수목드라마 《손 the guest》 ... 윤화평의 할아버지 / 박일도 귀신 역
- 2019년 JTBC 월화드라마 《눈이 부시게》 ... 시간을 돌리는 시계를 차고 있는 할아버지 역
- 2019년 SBS 금토드라마 《녹두꽃》 ... 최시형 역
- 2020년 TvN 수목드라마 《머니게임》 ... 곽 노인 역
- 2020년 SBS 월화드라마 《아무도 모른다》 ... 권재천 역
- 2020년 SBS 금토드라마 《더 킹 : 영원의 군주》 ... 이종인 역
- 2020년 MBC 일일드라마 《밥이 되어라》 ... 밥집 손님 역 (특별출연)
- 2021년 tvN 금토드라마 《보이스 4》 ... 불상구 (강석춘) 역
- 2021년 SKY 《크라임 퍼즐》 ... 인교 교주 역
- 2021년 JTBC 토일드라마 《설강화 : snowdrop》 ... 림지록 역
- 2022년 MBC 금토드라마 《내일》 ... 이영천 역
- 2022년 KBS2 수목드라마 《당신이 소원을 말하면》 ... 편용호 역

### 영화
- 1981년 《만다라》
- 1982년 《삐에로와 국화》, 《화녀》
- 1983년 《불의 딸》, 《여자가 밤을 두려워 하랴》, 《엑스》
- 1984년 《사랑하는 자식들아》, 《자녀목》, 《사슴 사냥》, 《탄드라의 불》, 《흐르는 강물을 어찌 막으랴》
- 1985년 《졸업여행》, 《길소뜸》
- 1986년 《서울 흐림 한때 비》, 《황진이》
- 1987년 《연산군》, 《기쁜 우리 젊은 날》, 《아다다》, 《안녕하세요 하느님》, 《바람의 아들》, 《화려한 변신》
- 1988년 《카멜레온의 시》, 《시로의 섬》
- 1989년 《개그맨》, 《서울 무지개》, 《아제 아제 바라아제》, 《불의 나라》
- 1990년 《나의 사랑, 나의 신부》, 《대학촌의 달빛》
- 1991년 《산산이 부서진 이름이여》, 《메리 제인》, 《천국의 계단》, 《아그네스를 위하여》, 《피와 불》, 《은마는 오지 않는다》
- 1992년 《비황》, 《빠담풍》, 《스물일곱송이 장미》
- 1993년 《아침이 오면 그대 이름으로》
- 1994년 《한줌의 시간속에서》, 《어린 연인》
- 1995년 《리허설》, 《48+1》, 《무궁화 꽃이 피었습니다》
- 1996년 《알바트로스》, 《러브 스토리》, 《악어》
- 1997년 《표류일기》
- 1998년 《블루스》, 《성철》
- 1999년 《내 마음의 풍금》, 《화이트 발렌타인》
- 2001년 《별 주부 해로》
- 2002년 《동승》, 《예스터데이》, 《뚫어야 산다》
- 2003년 《하늘정원》
- 2007년 《M》, 《기담》
- 2008년 《어린왕자》, 《눈에는 눈 이에는 이》
- 2009년 《아부지》
- 2010년 《숲의 노래가 들린다》
- 2011년 《아름다운 유산》
- 2014년 《나의 사랑 나의 신부》, 《제4 이노베이터》
- 2015년 《설해》
- 2016년 《커튼콜》
- 2016년 《죽여주는 여자》
- 2017년 《부라더》
- 2018년 《출국》
- 2021년 《천사는 바이러스》 ... 판수 역
- 2021년 《꽃손》 ... 황진 역
- 2024년 《데드맨》 ... 진 선생 역
- 2025년 《승부》 ... 이화춘 역

### 방송
- 《가족오락관》(KBS2, 1995년) - 남성팀 게스트
- 《부부클리닉 사랑과 전쟁 2》(KBS2, 2011년) - 조정위원회 판사역.
- 《토요미스테리극장》(SBS, 1997년 ~ 1998년) - MC

### 연극
- 1964년 《마의 태자》
- 2012년 《보물》
- 2013년 《아버지》
- 2019년 《세일즈맨의 죽음》
- 2023년 《더 파더》
- 2024년 《더 파더》

### 라디오 프로그램
- 2014년 EBS FM 《EBS 책 읽는 라디오 낭독 시리즈》 ... 낭독자
- 2017년 EBS FM 《EBS 라디오 행복한 교육 세상》 ... 수요 특집 게스트

## CF
- 1988년 탈시드
- 1990년 기아자동차 캐피탈
- 1991년 피자헛
- 1992년 동서식품 동서보리차
- 1994년 아모레퍼시픽 - 캔 설록차 선물세트
- 2006년~2010년~2012년 거창국제연극제 와이애드컴 거창군청

## 수상 경력
- 1980년 제16회 백상예술대상 연극부문 남자최우수연기상
- 1981년 제20회 대종상영화제 신인남우상
- 1981년 제20회 대종상영화제 남우조연상
- 1981년 제2회 한국영화평론가협회상 남우주연상
- 1982년 대한민국 연극제 남자연기상
- 1986년 제22회 백상예술대상 연극부문 남자최우수연기상
- 2006년 동아연극상 남자연기상
- 2017년 제4회 들꽃영화상 공로상